# Allotrochosina
Allotrochosina är ett släkte av spindlar. Allotrochosina ingår i familjen vargspindlar.
Kladogram enligt Catalogue of Life:
| Allotrochosina | \| \| Allotrochosina karri \| \| \| \| \| \| Allotrochosina schauinslandi \| \| \| \| |
|                | \| \| Allotrochosina karri \| \| \| \| \| \| Allotrochosina schauinslandi \| \| \| \| |
|                | Allotrochosina karri                                                                  |
|                |                                                                                       |
|                | Allotrochosina schauinslandi                                                          |
|                |                                                                                       |